# Ander Murillo García
Ander Murillo García (nascut a Sant Sebastià, Guipúscoa, el 26 de juliol del 1983) és un exfutbolista basc que jugava com a defensa, i actualment entrenador de futbol.
Com a jugador, va passar la major part de la seva carrera professional amb l'Athletic Club i l'AEK Làrnaca, jugant en 157 partits competitius amb el primer equip durant nou temporades i 184 amb el segon en set.